# کانگ سوک کیونگ
کانگ سوک کیونگ (Kang Sŏk-kyŏng)، متولد ۱۰ ژانویه ۱۹۵۱، نویسنده کره جنوبی با دو اثر ترجمه شده به انگلیسی است.
کانگ در Daegu به دنیا آمد و در دانشگاه Ewha Womans در سئول تحصیل کرد. اولین کارهای او «ریشه‌ها» (Geun) و «بازی باز» (Opeun Gaeim) بودند که برای آنها جایزه ایدئولوژی ادبی را در سال ۱۹۷۴ دریافت کرد. استعداد او از همان ابتدا غیرقابل انکار بود و برای بیش از سی سال از اولین حضورش، او یک نویسنده پرکار و مورد احترام باقی مانده‌است.

## جوایز
- جایزه ادبی Dongni 2013[۴]
- ۲۰۰۱ جایزه ادبیات قرن 21[۵]
- ۱۹۸۶ جایزه نویسنده امروز
- جایزه ادبی Nokwon ۱۹۸۶
- جایزه تازه‌وارد ایدئولوژی ادبی 1974[۶]

## ترجمه
- دره نزدیک
- کلمات خداحافظی

## به زبان کره ای
- «بازی باز» (Opeun gaeim 1974)
- «ریشه‌ها» (Geun 1974)
- «اتاقی در جنگل» (Supsok ui bang، ۱۹۸۵)
- «دره نزدیک» (Gakkaun goljjagi، ۱۹۸۹)
- «سفر به هند» (هند gihaeng، ۱۹۹۰)
- «توتو که به هند رفت» (Indoro گان توتو، ۱۹۹۴)
- «همه ستارگان جهان در لهاسا طلوع می‌کنند» (Sesang ui byeoleun da lasa e tteunda، ۱۹۹۶)
- «جاده به مقبره» (Neung euro ganeun gil، ۲۰۰۰)